# 軽歩兵
軽歩兵（英: Light infantry）は、その時代において主力となる部隊の武装と比較して軽装備で戦闘に従事する歩兵のことである。

## 定義
軽歩兵という概念は、その時代その地域の主流となっている歩兵に個別に対置されるものであって、時代を超越した一定の意味内容を与えることは難しい。各々の文脈の中で、主力となっている歩兵に比較して、その装備の軽重と、与えられた役割、実施する戦法の硬軟によって区別されるほかはないものである。そうして、軽装備、従属的、柔軟な戦闘を行う歩兵を軽歩兵と戦史上呼んでいる。社会学的には、古代、中世においては、それら兵種の違いは出身階層の違いにほぼ等しかった。

## 変遷

### 古代
古代ギリシアや古代ローマでは、ファランクスやレギオンといった陣形を組み、密集して戦う重装歩兵が戦闘の主役として活躍した。重装歩兵と彼らが実施する陣形戦術は攻撃力・防御力ともに優れ、周辺異民族との戦争で優位に立つことができた。
十分な正面装備と緻密な隊形を武器とする重装歩兵は一方で機動性・柔軟性に欠け、抵抗を受けながら前進するとだんだん戦列がずれていく傾向があり、機動力の高い異民族の軽歩兵に翻弄されると意外と脆い一面があった。社会面では、当時兵士の装備は自弁であったため、中産階級以下の市民は高価な武器・武具による完全武装を前提とした重装歩兵になれないことが多かった。また、文明度が低く経済力や工業力に乏しい周辺諸民族は、そもそも大規模な重装歩兵を構成できなかった。
軽歩兵は、彼らのような財産のない市民と、同盟・従属部族もしくは異民族出身の傭兵から構成され、ギリシャ市民の場合はペルタスト、ローマ市民の場合はウェリテスと言った。ローマではマリウスの軍制改革以後は軽歩兵はもっぱら非ローマ市民によって構成された（アウクシリア）。彼らは重装歩兵のような重厚な防具は備えなかったが、その装備は重装歩兵の装備の変化に従い、重くなったり軽くなったりした。
戦場において彼らは重装歩兵の前に前衛として配置された。その役割は敵の戦列に攻撃をかけて戦力を漸減させ、隊列に混乱をもたらして戦闘力を低下させること、および同じ役割を担う敵の軽歩兵から味方の重装歩兵隊を守り、彼らに対して攻撃をさせないことであった。
相対的に装備の貧弱な彼らは防御力が低いので、とくに重装歩兵との直接的な白兵戦は避けなければならず、投げ槍や投石器、弓といった飛び道具を装備して、接近して攻撃したり、退いては後続に場所を譲る一撃離脱戦法を用いた。重装歩兵にはない彼らの長所は機動力と柔軟性にあり、このような戦法をとることができた。また、その機動力を生かして、軽騎兵の役割を補い偵察や警戒にも活躍した。

### 中世
中世時代は、重い甲冑を装着した騎士が戦場の支配者となった。彼らにつき従う徒歩の戦闘員もまた、鎧を着込んで戦闘に従事した。
アングロ・サクソン時代のイングランドには、自由農民を有事に兵士として召集する制度があり、彼らはフュルドと呼ばれた。豊かな者は革鎧を着ていたが、そうでない者は盾だけを頼りに戦場にやって来た。数の上では最も多かったが、実際にはセインやハウスカールといった重装備の上級戦士たちを援護するのが役目だった。
封建制が確立して農民と戦士の階級分離が進んだ騎士全盛の時代の軽歩兵は、貧しい農民からの徴用者などがごく補助的に用いられるものであった。戦争の規模が小さくなってかつての戦術が忘れ去られたため、陣形が組まれなくなって歩兵全体の価値が低下した。そのため、軽歩兵は戦力と戦力外の境に位置してその存在自体が怪しいものとなった。
中世後期、戦争の規模が大きくなって多くの人手が必要となり歩兵の復権が始まると、軽歩兵も再び戦場に現れるようになった。この時代の軽歩兵は、納税額の少ない貧しい地域（アイルランドなど）から、求められた軍資金の代わりに送られてきた徴兵者であった。貧しいので防具などは持参できず、衣服を戦場までの路銀に変えて裸でやって来る者もいるほどで、前提としてそもそも資金がないので装備の支給もなかったが、いないよりましということで戦場に投入された。傭兵のパイク兵などと違って戦力としての評価は低く、古代と違って後衛扱いであることも多かった。

### 近世
金属鎧の防護をほぼ無力化する火器の使用が広まると騎士は姿を消し、時代は槍兵と銃兵、それに補助的な騎兵の時代となった。傭兵雇用が大規模化かつ常態化し、陣形を組んだ歩兵同士の戦いが戦争の趨勢を決した。総じて彼らは、機動力を重視し急所のみを守る簡略化された鎧を装備した。
近世前期、軽歩兵は主要な歩兵と同じく傭兵によって担われるようになった。鎧を装着した槍兵が正面から敵にぶつかっていくのに対して、軽めの槍もしくは剣を装備する軽歩兵は銃兵とともに彼らの側面を守り、また、敵本隊の側面を攻撃して味方を援護した。
近世後期から近代初期にかけて、銃が全兵士に普及して鎧が完全に廃れてしまうと、軽歩兵という言葉はもはや装備の面を比較して使われるものではなかった。重装歩兵という言葉に置き換わったのは戦列歩兵であり、それに対して戦列を組まずに散兵として戦闘に従事する者を一般に軽歩兵と呼んだ。
オーストリアは、トルコとの国境に軍政国境地帯という直轄地域を抱え、ここには一種の屯田兵制度が敷かれてトルコとの戦争に備えていた。召集された軍事境界の兵士は、戦場においては行軍中の敵への奇襲や、散兵としての各個射撃を得意とした。彼らはオーストリア継承戦争でヨーロッパ諸国相手にも活躍し、イタリアのサルデーニャ王国はアルプス地域でこれを真似た軽歩兵を投入した。プロイセンも同様に猟兵と呼ばれた軽歩兵をオーストリアとの戦いに投じた。彼らは狙撃を得意とするため、命中精度や射程には優れるが当時の技術水準では装填に時間がかかって戦列歩兵には避けられたライフル銃を用いる傾向があった。
もっとも、当時の一般的な軍事・社会常識では、傭兵の逃亡を恐れた将軍たちは正面火力の削減や兵力の分散を甘受してまで散開戦術を実施したがらない傾向があり、散兵は一部の事例で少数が活躍するにとどまった。

### 近代
アメリカ独立戦争において、大陸軍ではミニットマンと呼ばれる民兵が大いに活躍した。狙撃によって正規のイギリス軍に多量の出血を強要し、指揮官を悩ませた。この戦訓を受けて、イギリス士官ジョン・ムーアは、戦後自国で散兵戦を行うライフル銃部隊を設立した。彼らはのちに対フランスの半島戦争で大いに功績をあげた。
フランス革命戦争では、国民軍制度を確立したフランスは、傭兵に比べて士気が高く逃亡の恐れのない大量の兵士を獲得できるようになり、多大な犠牲を承知のうえで戦列の前に散兵線を敷いて敵戦列を攻撃し、散兵を設けないプロイセン軍やオーストリア軍に対して優位に戦うことができた。ナポレオン戦争後期には散兵の展開が常識的なものとなっていた。

### 現代
科学文明が飛躍的に発展を遂げた19世紀後半以降は、進歩した兵器の前でもはや格好の標的にしかなりえない戦列歩兵は姿を消し、ほぼ全ての歩兵が散兵として戦う様になった。
現代の軽歩兵は、正規の歩兵に対して軽装備の歩兵という意味で使われる。ここでいう「軽装備」とは、必ずしも兵士個人が携行する装備品が軽量という意味ではなく、あくまで部隊の編成としては正規の歩兵連隊ほどには装甲車両や火砲といった重装備を保有していない、という意味である。現代の正規歩兵は歩兵戦闘車や装甲兵員輸送車などで機械化されていることが珍しくなく、そうでない歩兵を軽歩兵と区別することもある。近年では、軽装備で戦闘の継続能力は弱いものの、短時間で事態に対応できる即応部隊として編制されていることも多い。また、一部の軽歩兵部隊では、市街戦や山岳戦、限定的な特殊作戦（対ゲリラ戦など）、一般的な国際平和維持活動など、特殊な状況・任務に対応できる能力を持つ部隊もある。